# Grand Prix Formule 1 van Frankrijk 1967
De Grand Prix Formule 1 van Frankrijk 1967 werd gehouden op 8 juli op het Circuit Bugatti in Le Mans. Het was de vijfde race van het seizoen.

## Uitslag
| Pos. | Nr. | Coureur         | Constructeur    | Rondes | Tijd / Oorzaak uitval | Grid | Punten |
| ---- | --- | --------------- | --------------- | ------ | --------------------- | ---- | ------ |
| 1    | 3   | Jack Brabham    | Brabham-Repco   | 80     | 2:13:21.3             | 2    | 9      |
| 2    | 4   | Denny Hulme     | Brabham-Repco   | 80     | + 49.5                | 6    | 6      |
| 3    | 10  | Jackie Stewart  | BRM             | 79     | + 1 Ronde             | 10   | 4      |
| 4    | 18  | Jo Siffert      | Cooper-Maserati | 77     | + 3 Rondes            | 11   | 3      |
| 5    | 15  | Chris Irwin     | BRM             | 76     | Motor                 | 9    | 2      |
| 6    | 14  | Pedro Rodriguez | Cooper-Maserati | 76     | + 4 Rondes            | 13   | 1      |
| NC   | 16  | Guy Ligier      | Cooper-Maserati | 68     | Niet geklasseerd      | 15   |        |
| NF   | 2   | Chris Amon      | Ferrari         | 47     | Gaspedaal             | 7    |        |
| NF   | 9   | Dan Gurney      | Eagle-Weslake   | 40     | Brandstoflek          | 3    |        |
| NF   | 12  | Jochen Rindt    | Cooper-Maserati | 33     | Motor                 | 8    |        |
| NF   | 8   | Bruce McLaren   | Eagle-Weslake   | 26     | Ontsteking            | 5    |        |
| NF   | 6   | Jim Clark       | Lotus-Ford      | 23     | Differentieel         | 4    |        |
| NF   | 17  | Bob Anderson    | Brabham-Climax  | 16     | Ontsteking            | 14   |        |
| NF   | 7   | Graham Hill     | Lotus-Ford      | 13     | Differentieel         | 1    |        |
| NF   | 11  | Mike Spence     | BRM             | 9      | Aandrijving           | 12   |        |

## Statistieken
| Pole-position | Graham Hill | Lotus-Ford | 1:36.2 |
| Snelste ronde | Graham Hill | Lotus-Ford | 1:36.7 |

## Noot
- Dit was de tiende pole position voor Graham Hill.

1906 · 1907 · 1908 · 1912 · 1913 · 1914 · 1921 · 1922 · 1923 · 1924 · 1925 · 1926 · 1927 · 1928 · 1929 · 1930 · 1931 · 1932 · 1933 · 1934 · 1935 · 1936 · 1937 · 1938 · 1939 · 1947 · 1948 · 1949 · 1950 · 1951 · 1952 · 1953 · 1954 · 1956 · 1957 · 1958 · 1959 · 1960 · 1961 · 1962 · 1963 · 1964 · 1965 · 1966 · 1967 · 1968 · 1969 · 1970 · 1971 · 1972 · 1973 · 1974 · 1975 · 1976 · 1977 · 1978 · 1979 · 1980 · 1981 · 1982 · 1983 · 1984 · 1985 · 1986 · 1987 · 1988 · 1989 · 1990 · 1991 · 1992 · 1993 · 1994 · 1995 · 1996 · 1997 · 1998 · 1999 · 2000 · 2001 · 2002 · 2003 · 2004 · 2005 · 2006 · 2007 · 2008 · 2018 · 2019 · 2021 · 2022